# Красиков, Никита Сергеевич
Никита Сергеевич Красиков (родился 3 ноября 1987) — российский регбист, защитник команды «Стрела».
Мастер спорта по регби.
Образование — Пензенский Государственный Университет Архитектуры и Строительства по специальности организация и безопасность движения.
С 2005 по 2013 год выступал за регбийный клуб «Империя».
С 2013 по 2014 год выступал за регбийный клуб «Стрела-Агро».
С 2014 по 2015 год выступал за регбийный клуб «Металлург».
С 2015 по 2017 год выступал за регбийный клуб «Империя».
В 2019 году перешёл в казанскую «Стрелу».

## Достижения
- Серебряный призёр Кубка России по регби-13 в 2008 году
- Серебряный призёр Чемпионата России по регби-7 в 2010 году
- Бронзовый призёр Чемпионата России по регби-13 в 2008 году
- Бронзовый призёр Чемпионата России по регби-7 в 2011 году
- Бронзовый призёр Высшей лиги по регби-15 в 2019 году